# Rob Saunders
Pour les articles homonymes, voir Saunders.
Ne doit pas être confondu avec Ron Saunders.
Pas d'image ? Cliquez ici

a Compétitions nationales et continentales officielles uniquement.

b Matchs officiels uniquement.
Dernière mise à jour le 9 novembre 2021.
 Robert (Rob) Saunders, est né le 5 août 1968 à Nottingham. C’est un ancien joueur de rugby à XV qui a évolué avec l'équipe d'Irlande au poste de demi de mêlée.

## Carrière
Il a disputé son premier test match, le 2 février 1991 contre l'équipe de France. Son dernier test match fut contre cette même équipe, le 15 janvier 1994.
Il a disputé quatre matchs de la coupe du monde 1991.
Saunders fut cinq fois capitaine de l'équipe d'Irlande.

## Palmarès
- 12 sélections
- Sélections par années : 10 en 1991, 1 en 1992, 1 en 1994
- Tournois des Cinq Nations disputés: : 1991, 1992, 1994